# Perdere l'amore (album)
Perdere l'amore è il diciottesimo album del cantante italiano Massimo Ranieri, pubblicato il 10 febbraio 1988. L'album ha ottenuto un grande successo soprattutto grazie al brano omonimo, Perdere l'amore, con il quale Massimo Ranieri è risultato vincitore del Festival di Sanremo 1988.
Il brano L'amore che... è scritto per quel che riguarda il testo da Pasquale Panella, che usa come pseudonimo Vanda Di Paolo (il nome della moglie), mentre la musica è di Roberto Fia, che usa lo pseudonimo Lucumone.

## Tracce
Lato A
1. Il canto libero del mare – 4:19 (testo: Giampiero Artegiani – musica: Giampiero Artegiani - Marcello Marrocchi)
2. L'amore che... – 3:54 (testo: Vanda Di Paolo – musica: Lucumone)
3. Pierina – 4:10 (Giampiero Artegiani)
4. Il tempo va – 3:58 (Mario Persili)
5. Sui davanzali del tramonto – 2:57 (testo: Giampiero Artegiani – musica: Giampiero Artegiani - Marcello Marrocchi)

Durata totale: 19:18
Lato B
1. Purissima Lucia – 3:48 (Marcello Marrocchi - Giampiero Artegiani)
2. Perdere l'amore – 4:10 (Giampiero Artegiani - Marcello Marrocchi)
3. Acero bianco – 3:53 (Nino Donatelli)
4. Dove sta il poeta – 5:00 (testo: Giampiero Artegiani – musica: Giampiero Artegiani - Marcello Marrocchi)
5. Villanella ca l'acqua vai – 1:35 (Tradizionale)

Durata totale: 18:26

## Formazione
- Massimo Ranieri - voce
- Sergio Conforti - tastiera
- Dino D'Autorio - basso
- Walter Martino - batteria
- Francesco Saverio Porciello - chitarra
- Maurizio Camagna - tastiera, programmazione
- Riccardo Giagni - chitarra
- Feiez - sax